# Hanspeter Müller-Drossaart
Hanspeter Müller-Drossaart (dit aussi Hanspeter Müller) est un acteur suisse, né en 1955 à Sarnen.

## Biographie
Hanspeter Müller naît le 21 septembre à Sarnen, dans le canton d'Obwald.
Entre 1976 et 1980, il suit les formations d'acteur et de pédagogue du théâtre à la Haute École d'art de Zurich. Au cours de sa formation, il fait ses débuts dans de petits rôles dans les séries télévisées de la SRF. Il commence à se produire au théâtre, d'abord à Baden en 1980 et 1981, puis à Zürich (Théâtre Coprinus, Théâtre du Neumarkt) et à Bâle. Il est ensuite engagé par la troupe du Burgtheater de Vienne. En 2002, il revient à Zurich, où il est engagé par la troupe du Schauspielhaus.
En automne 2004, il décide de travailler en indépendant. Il joue alors dans de nombreux films et séries télévisées. Müller a aussi joué dans plus de 150 Hörspiele (pièces de théâtre radiophonique). Depuis 1997, il enseigne l'art scénique à la Haute École d'art de Zurich.
En 2018, il assume le rôle principal de la pièce Steibruch – zrugg us Amerika, qui traite la problématique des Suisses partis chercher fortune aux Amériques, mais contraints par la fortune de retourner au pays. La pièce, mise en scène par Livio Andreina, est un drame en dialecte suisse-allemand en cinq actes, écrit en 1939 par Albert Jakob Welti (1894-1965), qui n'avait pas été rejoué depuis. Le spectacle réunit quarante acteurs et figurants et est joué au théâtre du musée en plein air de Ballenberg,.
Il joue en allemand et en suisse-allemand, dont il maîtrise toutes les variantes dialectales.

### Famille
Hanspeter Müller-Drossaart est marié et père de deux enfants.
Son fils, Livius Müller Drossaart, joue le rôle du jeune Johnny dans le film Papa Moll de Manuel Flurin Hendry, sorti en 2017.

## Théâtre
Hanspeter Müller-Drossaart a joué dans de nombreuses pièces de théâtre, aussi bien classiques que dans des pièces de cabaret. Il joue aussi dans des one-woman-show.
- 1993 : The Black Rider de Robert Wilson, adaptation par Stephan Müller (Zurich)
- 1996 : Top Dogs de Urs Widmer (Zurich)
- 2006 : Kabale und Liebe, de Stephan Müller (Berne)
- 2006 : Antigone, mise en scène de Hans-Dieter Jendreyko (Bâle)
- 2012 : Menu 3
- 2018 : Steibruch – zrugg us Amerika, de Jakob Welti, mise en scène de Livio Andreina (théâtre du Musée suisse en plein air de Ballenberg)
- 2020 : Bajass, réadaptation de la pièce radiophonique inspirée du roman de Flavio Steimann[6].

## Cinéma
- 1992 : Benny’s Video, de Michael Haneke
- 1998 : Pleine lune de Fredi Murer
- 2004 : Sternenberg, de Christoph Schaub
- 2006 : Jeune homme, de Christoph Schaub : l'imprimeur Zollweger, père de Sebastian.
- 2006 : Grounding - Die letzten Tage der Swissair, de Michael Steiner
- 2006 : Cannabis – Probieren geht über Regieren, de Niklaus Hilber
- 2009 : Frühling im Herbst, de Petra Volpe
- 2011 : Fliegende Fische müssen ins Meer de Güzin Kar : Karl Hauser
- 2012 : Eine wen iig, dr Dällebach Kari de Xavier Koller
- 2014 : Der Koch, de Ralf Huettner, d'après le roman de Martin Suter
- 2016 : Gotthard, de Urs Egger
- 2016 : Winnetou – Der Mythos lebt (téléfilm en trois parties)

## Théâtre radiophonique
Hanspeter Müller a aussi joué dans plus de 150 Hörspiele (pièces de théâtre radiophonique). On peut noter :
- 2004 : Thomas Hürlimann : Mein liebstes Krokodil – Mise en scène : Geri Dillier
- 2018 : Bajass, d'après le roman de Flavio Steimann.

## Poésie
Il a aussi publié deux recueils de poésie en dialecte du canton d'Obwald :
- Zittrigi fäkke. Gedichte in Obwaldner Mundart. Bildfluss-Verlag, Altdorf, 2015  (ISBN 978-3-9524501-0-9).
- Gredi üüfe. Gedichte in Urner Mundart. Bildfluss-Verlag, Altdorf, 2018  (ISBN 978-3-9524501-3-0).